# Аменемхет I
Аменемхет I — фараон Древнего Египта, правивший приблизительно в 1990—1962 годах до н. э. (по Ю. фон Бекерату), основатель XII династии (Среднее царство).

## Родственные отношения и приход к власти

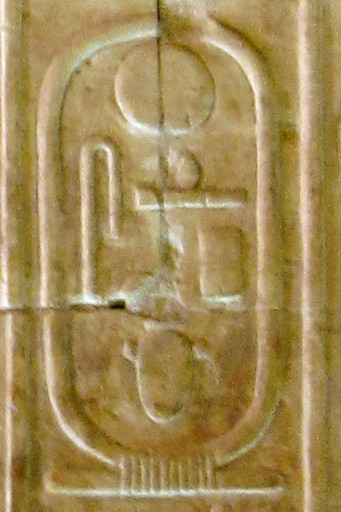
Картуш Сехотепибра (Аменемхета I) в Абидосском списке фараонов (№ 59)

Среди историков нет единого мнения о том, каким образом Аменемхет пришёл к власти. Возможно, визирь Небтауира Ментухотепа IV, последнего царя XI династии, носящий имя Аменемхет, и фараон Аменемхет I были одним и тем же человеком. Судя по его титулам и полученным им наградам, он был выдающимся человеком, амбициозным, влиятельным и патриотичным. Пребывая на посту визиря, он проявлял недюжинное служебное рвение. Об этом можно судить хотя бы по тому, что он лично отправился вглубь Восточной пустыни во главе отряда, который должен доставить из Вади-Хаммамата каменный блок для саркофага царя. Вряд ли его непосредственное участие в столь дальнем походе было крайне необходимо. Каменная плита, найденная в Лиште, содержит имя как Ментухотепа IV так и имя фараона Аменемхета I, из чего можно сделать вывод[стиль], что Аменемхет мог быть соправителем на последних годах правления Ментухотепа IV. Это, в свою очередь, могло предполагать, что Ментухотеп IV готовил Аменемхета для трона. Если это действительно имело место, то это могло бы, частично, объяснить, как человек не царского происхождения стал основателем новой династии.
Приход Аменемхета к власти предсказан в так называемом «Пророчестве Неферти». В этом тексте, якобы относящемся к эпохе Древнего царства, жрец Неферти, мудрец, родом из Гелиополя, служитель богини Баст советует фараону Снофру положить конец засилью иностранцев в Египте, что поможет предотвратить надвигающийся бунт, который, впрочем, будет подавлен благодаря царю-восстановителю Амени (сокращённое имя основателя XII династии Аменемхета I), который должен прийти с юга.

«Люди чужой страны будут пить из реки Египта… Эта страна будет разграблена… Возьмутся за оружие ужаса, в стране будут мятежи… Всё хорошее улетит. Страна погибнет, как ей предопределено… Будет разрушено всё находящееся… Полевые плоды будут малы, а меры зерна — велики, будут мерить ещё при прозябании. Солнце… будет светить всего час, не заметят наступления полудня. Не будут измерять тени… Страна в несчастии. Я сделаю нижнее верхним… Бедный будет собирать сокровища, вельможи сделаются ничтожными… Явится царь с юга — Амени имя его. Он родится от женщины из Нубии; он родится внутри Нехена. Он примет верхне-египетскую корону, он возложит на себя нижне-египетскую корону. Он соединит обе короны и примирит любовью Хора и Сета… Люди во время „сына знатного человека“ будут радоваться и увековечат имя его во все века, ибо они удалены от бедствия. Злоумыслители опустят свои лица из страха перед ним. Азиаты падут от меча его, ливийцы — перед его пламенем… бунтовщики — пред его силой. Змея урея, что на челе его, смирит пред ним мятежников. Выстроят „Стену Повелителя“, не допускающую в Египет азиатов, которые будут просить воды, чтобы напоить свои стада. Правда снова займет подобающее ей место, а ложь будет изгнана. Будет радоваться этому всякий входящий, находящийся в свите царя. Мудрый будет возливать за меня воду, увидав, что наступило сказанное мною…»
Его предками, очевидно[стиль], являлись владыки юга страны, потомки которых в то время ещё жили в Фивах. Во первых, его имя говорит о преданности богу Амону, до того времени незначительному богу неизвестного происхождения, который, кажется[стиль], утвердился в области Фив где-то во времена XI династии, и к моменту пришествия к власти Аменемхета потеснил Монту, верховного бога Фив. Более того, Манефон в своём труде пишет о том, что новая династия происходила из Фив. В то же время Аменемхет I, по-видимому, находился в родственных отношениях с XI династией. Во всяком случае, члены XII династии считали Иниотефа II Великого за своего предка. Надписи из Карнака сообщают об «отце бога» Сенусерте («богом» называли царствующего фараона), как об отце Аменемхета I; однако ничего не сообщают ни о его происхождении, ни о его имущественном положении. В «Пророчестве Неферти» мать Аменемхета Нофрет названа «женщиной из Та-сети» (I ном Верхнего Египта), возможно, она была даже нубийкой, ибо в этом пророчестве она названа пришедшей с юга.

### Имена фараона

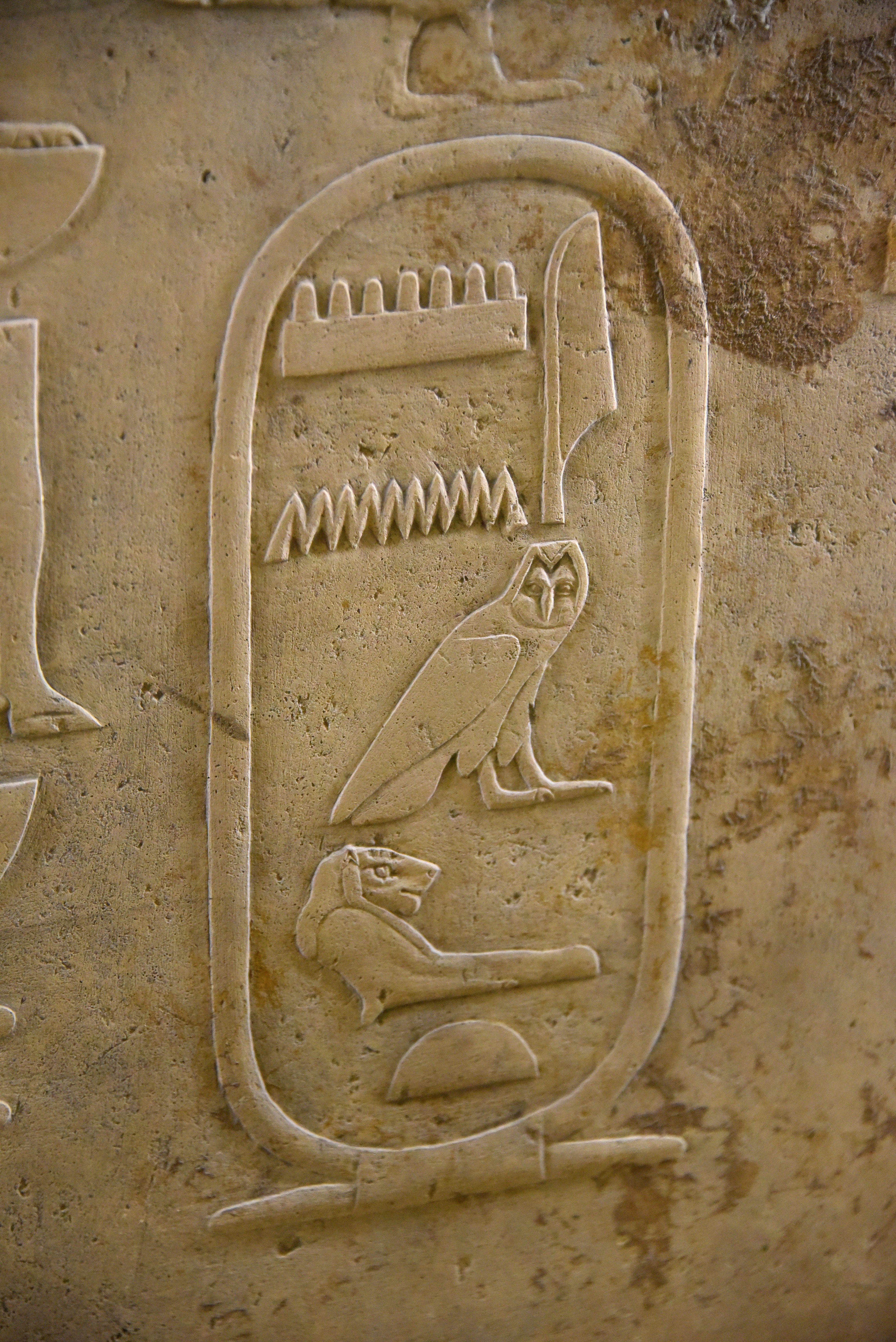
Известняковый блок из города Коптоса с картушем личного имени Аменемхета I. Музей египетской археологии имени Питри, Лондон

Имя правителя — Аменемхет — можно перевести как «Бог Амон перед ним», или «Амон впереди», или «Амон во главе». Древнеегипетский историк Манефон называет его Амменемесом или Аменемесом, но последняя буква «с» появилась в этом слове из-за того, что произведение Манефона было написано на древнегреческом языке. Таким образом, можно предположить[стиль], что в более поздние времена царя называли Аменеме. Вопрос о том, произносилась ли в период царствования правителей XII династии буква «т», стоявшая в конце его имени, остаётся открытым. В настоящее время принято называть его Аменемхетом. В пророчестве, связанном с его вступлением на престол, он назван Амени. Очевидно[стиль], именно так его и звало большинство жителей страны. Став царём Египта, он получил тронное имя Сехетепибра, «Умиротворяющий сердце бога солнца» или «Бог солнца умиротворяет сердце». Его «хоровым», «золотым» именами и «именем небти» стало Неммесут, «Повторяющий историю творения» или «Возрождающийся» или «Повторяющийся в потомках», подразумевая, что он был родоначальником новой династии. Предполагают, что он также назвался Сехотепибтауи, «Умиротворяющий сердце Обеих Земель», однако, возможно, что это имя принадлежало другому Аменемхету — представителю XIII династии.
| G5 |

| G5 |

| S29 | R4 · F34 | N17 · N18 |

| S29 | R4 · F34 | N17 · N18 |

| G16 |

| G16 |

| S29 | R4 · F34 | N17 · N18 |

| S29 | R4 · F34 | N17 · N18 |

| G8 |

| G8 |

| F36 | G8 |

| F36 | G8 |

| nswt&bity |

| nswt&bity |

| N5 | S29 | R4 · F34 |

| N5 | S29 | R4 · F34 |

| N5 | S29 | R4 · F34 |

| N5 | S29 | R4 · F34 |

| N5 | S29 | R4 · F34 |

| N5 | S29 | R4 · F34 |

| N5 | S29 | R4 · F34 |

| N5 | S29 | R4 · F34 |

| G39 | N5 |

| G39 | N5 |

| M17 | Y5 · N35 | G17 | F4 |

| M17 | Y5 · N35 | G17 | F4 |

| M17 | Y5 · N35 | G17 | F4 |

| M17 | Y5 · N35 | G17 | F4 |

| M17 | Y5 · N35 | G17 | F4 |

| M17 | Y5 · N35 | G17 | F4 |

| M17 | Y5 · N35 | G17 | F4 |

| M17 | Y5 · N35 | G17 | F4 |

| G5 |

| G5 |

| F25 | F31 | X1 | G43 |

| F25 | F31 | X1 | G43 |

| G16 |

| G16 |

| F25 | F31 · X1 | G43 |

| F25 | F31 · X1 | G43 |

| G8 |

| G8 |

| F31 | G8 |

| F31 | G8 |

| F25 | F31 | X1 | G8 |

| F25 | F31 | X1 | G8 |

| nswt&bity |

| nswt&bity |

| N5 | S29 | R4 · t · p | F34 |

| N5 | S29 | R4 · t · p | F34 |

| N5 | S29 | R4 · t · p | F34 |

| N5 | S29 | R4 · t · p | F34 |

| N5 | S29 | R4 · t · p | F34 |

| N5 | S29 | R4 · t · p | F34 |

| N5 | S29 | R4 · t · p | F34 |

| N5 | S29 | R4 · t · p | F34 |

| nswt&bity | S29 | R4 · t · p · F34 |

| nswt&bity | S29 | R4 · t · p · F34 |

| nswt&bity | S29 | R4 · t · p · F34 |

| nswt&bity | S29 | R4 · t · p · F34 |

| nswt&bity | S29 | R4 · t · p · F34 |

| nswt&bity | S29 | R4 · t · p · F34 |

| nswt&bity | S29 | R4 · t · p · F34 |

| nswt&bity | S29 | R4 · t · p · F34 |

| G39 | N5 |

| G39 | N5 |

| M17 | Y5 · N35 | G17 | F4 · X1 |

| M17 | Y5 · N35 | G17 | F4 · X1 |

| M17 | Y5 · N35 | G17 | F4 · X1 |

| M17 | Y5 · N35 | G17 | F4 · X1 |

| M17 | Y5 · N35 | G17 | F4 · X1 |

| M17 | Y5 · N35 | G17 | F4 · X1 |

| M17 | Y5 · N35 | G17 | F4 · X1 |

| M17 | Y5 · N35 | G17 | F4 · X1 |

| M17 | Y5 · N35 | G17 | F4 · D36 |

| M17 | Y5 · N35 | G17 | F4 · D36 |

| M17 | Y5 · N35 | G17 | F4 · D36 |

| M17 | Y5 · N35 | G17 | F4 · D36 |

| M17 | Y5 · N35 | G17 | F4 · D36 |

| M17 | Y5 · N35 | G17 | F4 · D36 |

| M17 | Y5 · N35 | G17 | F4 · D36 |

| M17 | Y5 · N35 | G17 | F4 · D36 |

| G39 | N5 | M17 | Y5 · N35 | G17 | F4 · X1 · Z1 |

| G39 | N5 | M17 | Y5 · N35 | G17 | F4 · X1 · Z1 |

| G39 | N5 | M17 | Y5 · N35 | G17 | F4 · X1 · Z1 |

| G39 | N5 | M17 | Y5 · N35 | G17 | F4 · X1 · Z1 |

| G39 | N5 | M17 | Y5 · N35 | G17 | F4 · X1 · Z1 |

| G39 | N5 | M17 | Y5 · N35 | G17 | F4 · X1 · Z1 |

| G39 | N5 | M17 | Y5 · N35 | G17 | F4 · X1 · Z1 |

| G39 | N5 | M17 | Y5 · N35 | G17 | F4 · X1 · Z1 |

## Внутренняя политика
С другой стороны, есть данные о том, что престол достался Аменемхету I не без борьбы; по крайней мере, два претендента были повержены. Из надписи его сподвижника Хнумхотепа, впоследствии номарха XVI нома Верхнего Египта Махедж, известно, что ему пришлось кого-то «изгнать из Египта» и иметь дело с неграми и азиатами. Хнумхотеп явился к Аменемхету с двадцатью кедровыми кораблями, и он затем овладел «долиной, горами, обеими землями». Один из претендентов на престол — выходец из Нубии, некто Сегерсенти, который пользовался поддержкой южных царств, укрылся в Нубии, и Аменемхет вынужден был послать Хнумхотепа с его флотом вверх по Нилу к Элефантине, пытаясь обнаружить мятежников. Не исключено, что Сегерсенти был родственником Аменемхета или воспитывался вместе с ним, судя по намёкам на события связанные со сменой династий в «Пророчестве Неферти». Своего сподвижника Хнумхотепа I Аменемхет посадил номархом в обособленном для этой цели Махедже.
Аменемхет, с одной стороны, опирался на знать, а с другой — успешно боролся с сепаратизмом номархов, явно заменял правителей на местах: в Элефантине, Асьюте, Кусаи и т. д. Из пространной бенихассанской надписи видно правовое положение номархов по отношению к царю XII династии. Фараон утверждал в правах наследования и регулировал пограничные отношения, решал в сомнительных случаях вопросы о преемственности, наследстве и тому подобное.

«Его величество пришёл, чтобы уничтожить зло, появляясь в славе подобно самому богу Атуму, чтобы восстановить то, что он нашёл разрушенным. Там где один город отобрал имущество соседнего города, он установил межевые знаки навеки, заставив один признать границы (отделявшие его) от другого, выделив (для каждого должное количество) воды (Нила), согласно тому, что было (записано) за ними, и определив (их права) согласно тем, (которые они имели) в древности, из-за силы любви к справедливости».
Так Аменемхет I, прибыв лично, утвердил Хнумхотепа I «князем и начальником восточных стран, поставил южную границу, утвердил северную, как небо», а через некоторое время поручил ему управление и соседним номом, когда там прекратилась владетельная фамилия. Он «поставил пограничные столбы: на юге до нома Гермопольского, на севере — до нома Кинополь; он разделил великую реку пополам, воды, поля, деревья, пески до западных высот».
Внутренняя политика Аменемхета была нацелена на ломку власти местных правителей, которые в эпоху Первого Переходного Периода управляли своими территориями, по-видимому, с неограниченной властью. И только тех вельмож, которые присягнули на верность основателю новой династии, он всячески возвышал.
Аменемхет и его сильные потомки из XII династии умели поддерживать свой авторитет, оставляя известные права и местным владетелям. Благодаря этому Египет и пользовался благосостоянием: с одной стороны, множество местных культурных центров, династии, привязанные к провинциальным интересам и усиленно заботившиеся о своих углах; с другой — сильная центральная власть, препятствовавшая развитию центробежных сил и сепаратистских стремлений.
Многочисленные «домоправители» и «великие домоправители», часто упоминаемые в это время, вероятно заведовали царским имуществом в пределах номов. Это были важные лица, подобно феодалам, обладающие поместьями и крестьянами. Вероятно, они стояли в подчинении к «казначею», в ведении которого была податная часть, рудники, каменоломни и тому подобное.

## Основание новой столицы
Желая избавиться от влияния фиванского жречества, поддержавшего нового фараона в его борьбе за трон, а также для того, чтобы находиться поближе к азиатским границам, Аменемхет I перенёс столицу из Фив во вновь основанный город, где-то рядом с оазисом Файюм. Фараон выбрал такое место, где он легко мог контролировать как Верхний, так и Нижний Египет. Назвал он свой город — Ит-Тауи («Контроль Обеих Земель»). Иногда в его честь XII династию называют «династией Ит-Тауи». Факт, что он не возвратился просто к Мемфису, а преднамеренно выбрал новый участок для своей столицы, показывает, что он хотел дистанцироваться от ранее установленных центров власти, не желая возвысить ни одного из них перед другими.
Местонахождение этого города пока не установлено — он находился где-то рядом с пирамидой Аменемхета в Лиште на краю Западной пустыни примерно в 24 км южнее Мемфиса. Судя по иероглифу квадратной крепости, снабжённой зубчатыми стенами, всегда сопровождающему иероглифическое начертание названия этого города, новая столица представляла собою сильную крепость, своего рода военный центр страны. Аменемхет богато украсил город и выстроил там дворец.

«Я воздвиг дворец и украсил золотом палаты его; потолок их — из ляпис-лазури, стены — из серебра, пол — из сикоморы, ворота — из меди, запоры — из бронзы. Соорудил навеки; вечность пугается этого».
Несмотря на качественную кладку, от этого здания ничего не осталось.

## Введение практики соправительства

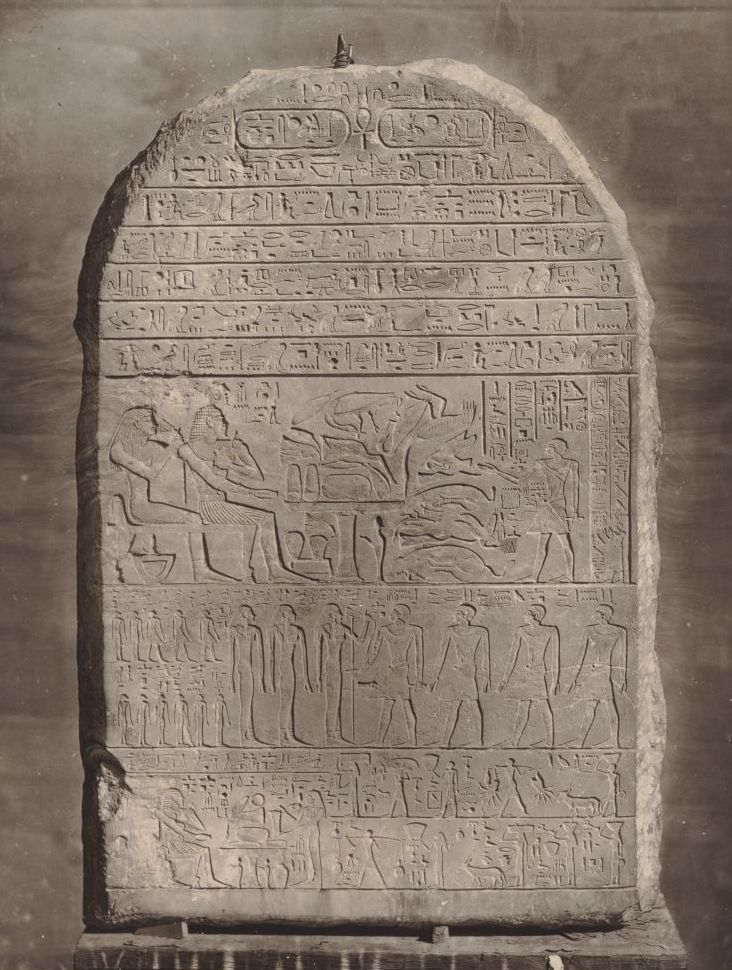
Погребальная стела древнего египтянина по имени Интеф, датируемая 30-м годом царя Сехотепибра (Аменемхата I) и 10-м годом царя Хеперкара (Сенусерта I), свидетельствующая о совместном правлении этих двух фараонов. Найдена в Абидосе, Северный некрополь (Ком-эс-Султан). Ныне находится в Каирском музее. Инв. № CG 20516

Наиболее важным свершением Аменемхета было введение в практику соправительства. Так как в кругу приближённых к нему должностных лиц возник заговор, который зашёл настолько далеко, что на особу царя было произведено вооружённое нападение ночью в его спальне, и фараон должен был выдержать схватку с нападающими.

«И вот случилось это после ужина, при наступлении ночи. Улегся я на ложе своё утомленный, и сердце моё погрузилось в сон. Но вот забряцало оружие — замыслили против меня злое; я уподобился червю пустыни. Я проснулся, чтобы сражаться, и был один. Если бы я схватил сразу оружие десницей своею, я обратил бы злодеев в бегство копьем. Но нет сил у пробудившегося в ночи, не боец — одинокий. Знаю, не будет мне без тебя, защитника моего, удачи. Смотри, подкралась беда без ведома моего, прежде чем оповестил я двор, что назначил тебя соправителем своим, прежде чем возвел я тебя на престол вместе с собою, и только ещё помышлял о совместном правлении нашем, ибо не был я подготовлен к тому, что случилось, не предвидел я этого, не ведало сердце моё, что дрогнет стража моя».

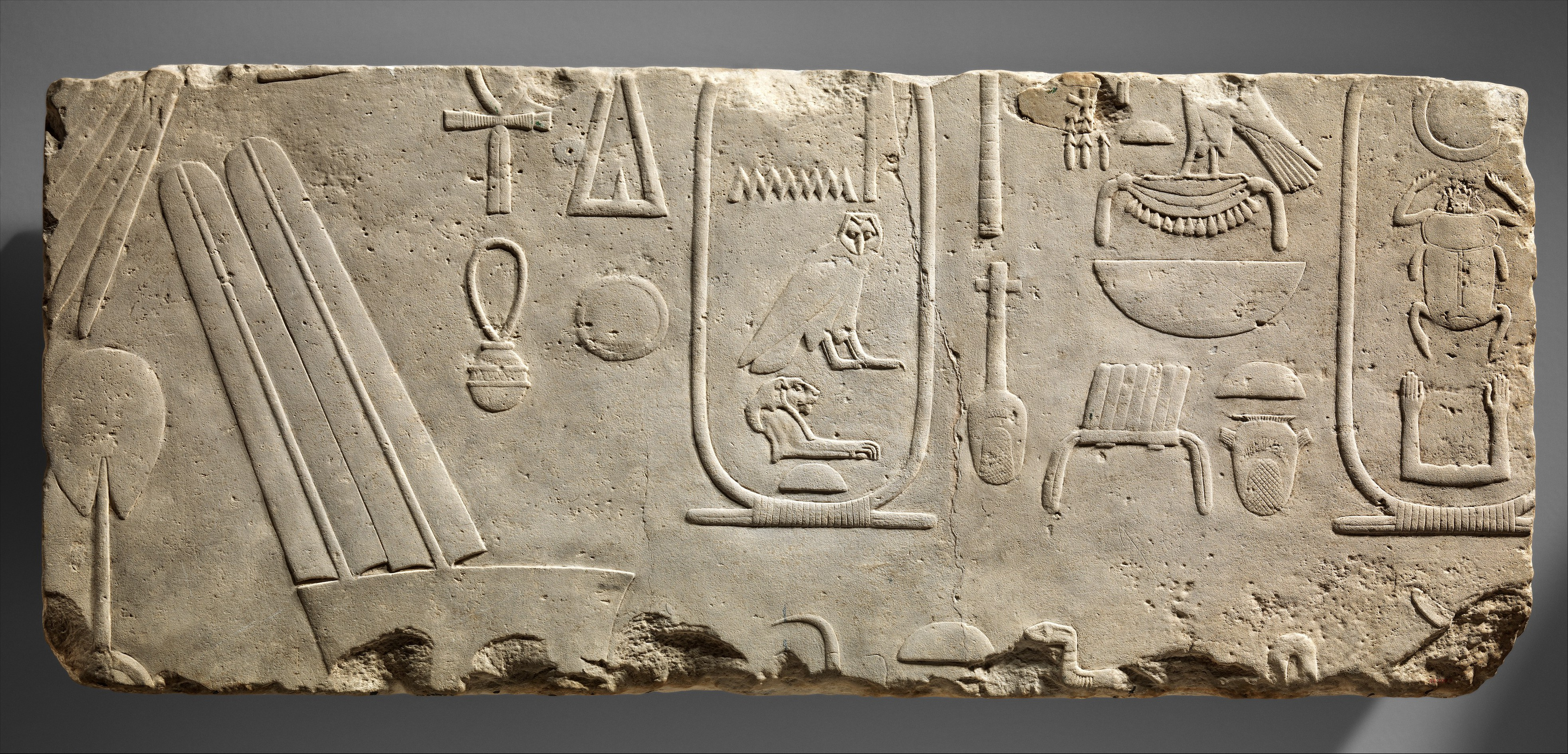
Блок с именами Аменемхета I и Сенусерта I. Метрополитен-музей. Нью-Йорк

Вскоре после этого случая и под его влиянием Аменемхет назначил своего сына Сенусерта I соправителем. Это не первый подобный случай — фараоны поступали таким образом ещё в глубокой древности. Начало этого совместного правления можно датировать благодаря надписи, обнаруженной в Абидосе, в которой содержатся следующие слова: «30-й год Аменемхета, (соответствующий) 10-му году Сенусерта». Таким образом, Сенусерт I стал соправителем Аменемхета на 20-м году царствования последнего. Они делили трон в течение 10 лет, вплоть до смерти Аменемхета. Этот обычай продолжали сохранять на протяжении всей XII династии.

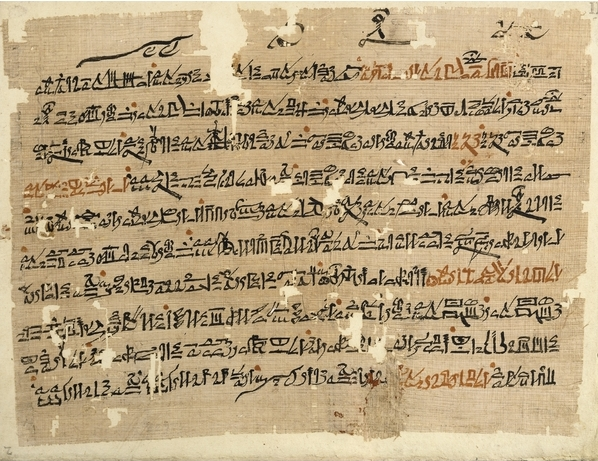
Папирус Саллье II, в котором содержится большая часть «Поучения Аменемхета». Он был написан казначейским писцом по имени Инена, который скопировал текст в «год 1, месяц зима, день 20» правления фараона Сети II. Британский музей, EA 10182

Это покушение произвело на Аменемхета сильное впечатление. После него царь до конца своих дней никому не доверял и стал мрачным и подозрительным человеком. Аменемхет попытался передать сыну навыки искусства быть царём в так называемом «Поучении Аменемхета», и более чем преуспел в обучении. Сенусерт I стал одним из величайших правителей Египта, легендарным фараоном. В этом произведении Аменемхет I, в частности, говорит: «Остерегайся черни, дабы не случилось с тобою непредвиденного. Не приближайся к ней в одиночестве, не доверяй даже брату своему, не знайся даже с другом своим, не приближай к себе никого без нужды. Сам оберегай жизнь свою даже в час сна, ибо нет преданного слуги в день несчастья».
Это «Поучение», действительно, могло быть составлено только разочарованным, утомлённым борьбой правителем[стиль]. Это сочинение ценилось настолько высоко, что до нашего времени сохранилось по крайней мере семь его списков, созданных через 600—700 лет после смерти автора. К сожалению степень сохранности всех их оставляет желать лучшего[стиль].
Видимо, под конец своего царствования пожилой Аменемхет полностью передал бразды правления в руки своего сына и отошёл от дел. В надписи, вырезанной жрецом пирамиды Аменемхета Хуром говорится о «девятом годе правления Сенусерта», но не упоминается «29-й год правления Аменемхета».

## Военные походы
Многие надписи и указания папирусов подтверждают факт, что царь Аменемхет I был фараон воинственный. Большое внимание Аменемхет уделял войне с азиатскими племенами на северо-восточной границе Египта. В предыдущее царствование огромное количество азиатов бежало в Дельту Египта из охваченной голодом Палестины. Там азиаты стали притеснять местное население и грабить его. Недовольство населения усиливалось из-за низкого уровня подъёма воды в Ниле, ставшего причиной голода.
Аменемхет оттеснил бедуинов от Дельты и усилил там границу постройкой крепости (или целого ряда крепостей, соединённых в одно звено), получившей название «Стены повелителя», где был помещён сильный гарнизон, «чтобы отражать бедуинов, чтобы сокрушать тех, кто кочует среди песков» и контролировать передвижения между Египтом и Азией. «Чтобы не позволить азиатам вступить в Египет, даже если они будут просить воды или захотят напоить свой скот», как сказано в надписи. Точное её местоположение неизвестно, и археологам до сих пор не удалось обнаружить её остатки. Очевидно[стиль] она располагалась поперёк Вади-Тумилат, восточного караванного маршрута в Дельту. Можно предположить, что[стиль] она была полностью уничтожена во время одного из более поздних вторжений азиатов в Египет, возможно, в период правления в стране гиксосских царей. Стена, вероятно, была сложена из высушенного на солнце сырцового кирпича, как и многие другие крупные оборонительные сооружения, возведённые в то время. «Стена повелителя» представляла собой довольно внушительное и важное сооружение, и упомянута и в «Пророчестве Неферти» и в «Сказании о Синухете», показывая, что её строительство рассматривалось как одно из наиболее выдающихся событий царствования Аменемхета.
Некоторые из этих азиатов оказали тем, кто пытался их изгнать, сопротивление. Так некий военачальник Несумонту в своей надписи, хранящейся в настоящее время в Лувре, описывая на 24-м году правления Аменемхета события своей жизни, заявляет: «Я победил азиатских кочевников и бедуинов, и я разрушил их крепости, (будто) они никогда не существовали. Я преследовал (их) по полям впереди (моих людей), которые (могли находиться) позади своей защиты… Это правда, — добавляет он. — И нет лжи в этом».
О том, что фараон Аменемхет I проявлял интерес к восточной пустыне, свидетельствует стела с его именем, найденная на побережье Красного моря у Джебель Зейт. Уже в то время здесь существовало временное поселение египтян. Жившие там люди добывали нефть и битумную массу, остатки которой до сих пор сохранились. Египтяне использовали её в судостроении и, возможно, при совершении ритуальных действ. Поселение просуществовало до эпохи Рамессидов.
На 29-м году правления Аменемхета египетская армия совершила победоносный поход в Нубию. Судя по надписи, вырезанной на скале при входе в ущелье Гиргагу, к которому ведёт дорога от Короско, египтяне разгромили область Уауат, и взяли там богатую добычу и много пленных. Эта короткая надпись гласит: «Год 29-й царя Сехотепибра, да живёт он вечно. Мы пришли, чтобы уничтожить Уауат». Заметим, что из других надписей известно, что в страну Уауат можно прибыть не только сухим путём, но и морем, и притом положение Короско уже даёт указание, где лежала эта страна; поэтому её можно отождествлять с золотоносной долиной Аллаки, которая простирается от Короско к юго-востоку и доходит до моря. Видимо, этим походом руководил Сенусерт. Сохранился камень, на котором есть указание, что при Аменхотепе был поставлен над золотоносными рудниками особый начальник, что доказывает, что власть его простиралась за первые пороги в Нубии.
В самом конце царствования Аменемхета его сын Сенусерт совершил большой поход в Ливию с целью угона скота и военнопленных.

«Войско услал его величество против земли Техену (Ливии), причём старший сын его был во главе его — бог благой Сенусерт; он был послан сокрушить страны иноземные, чтобы истребить находящихся среди Техену; он приходил и приводил бесконечное множество пленных Техену и всякого рода скот…».
В своём «Поучении» Аменемхет замечает: «Я ходил до Элефантины, я спускался до Дельты. Я стоял на границах страны. Я покорил страну Уауат, я захватил людей страны Маджаи, я изгнал азиатов, словно собак», а в «Сказании о Синухете» сказано, что «перед Аменемхетом страны были объяты таким же страхом, как перед Сехмет в годину мора».
Основание статуэтки с изображением царя было найдено на Синае. Изучив его, исследователи пришли к выводу о том, что по приказу Аменемхета разрабатывались знаменитые медные рудники, расположенные в данном регионе.

## Строительная деятельность

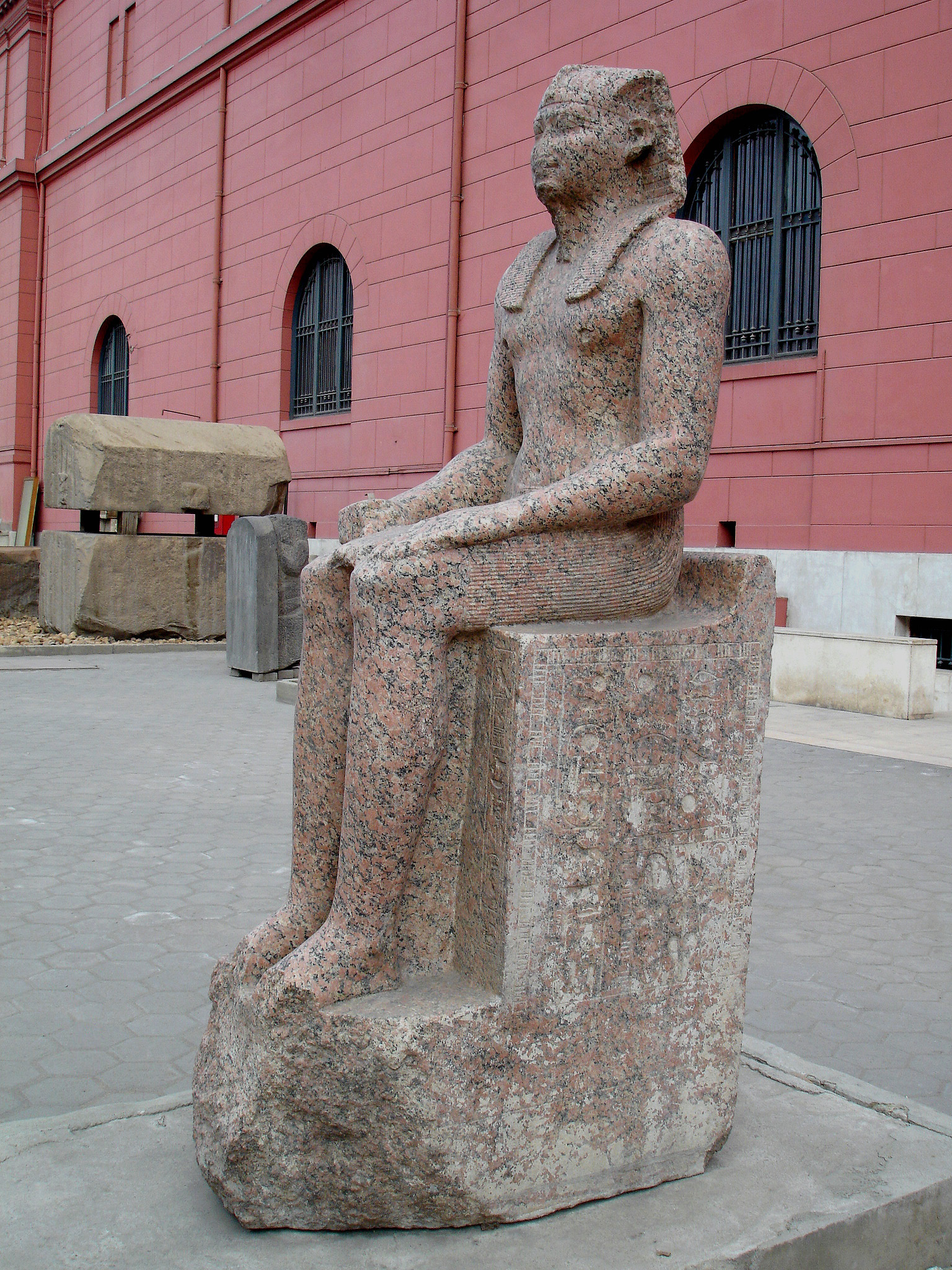
Статуя Аменемхета I. Каирский египетский музей

В правление Аменемхета усилилось влияние культа бога Амона. Однако несмотря на преданность этому богу, Аменемхет, как кажется[стиль], не оставил много памятников в области Фив. Хотя возможно, какое то святилище Амона в Фивах им и было основано, откуда происходит его статуя из розового ассуанского гранита. Почитая Амона, Аменемхет не забывал и других богов, восстанавливая старые храмы и строя новые по всей стране. В Дельте, недалеко от Таниса (Цоана) была обнаружена перемычка двери с вырезанным на ней именем Аменемхета. Таким образом, можно предположить[стиль], что он приказал возвести или отреставрировать расположенный там храм. Размеры его составляют 42 м длины и 31 м ширины; колонны, дверные проёмы и основания статуй были изготовлены из камня, а вся остальная постройка выполнена из глиняных кирпичей. В Бубастисе были найдены развалины храма, построенного им в честь богини Бастет. В Мемфисе обнаружен алтарь, посвящённый им богу Птаху. Вероятно, также из Мемфиса, была привезена статуя царя, найденная в Танисе, куда её, очевидно[стиль] переместили в более позднее время. В Шедет (Крокодилополе) обнаружены остатки статуй и колонн, некогда принадлежавших построенному по приказу царя храму. В Абидосе он посвятил алтарь Осирису, а в Коптосе был обнаружен фрагмент стены храма с вырезанным на нём именем царя. В Дендере были обнаружены аналогичные артефакты.

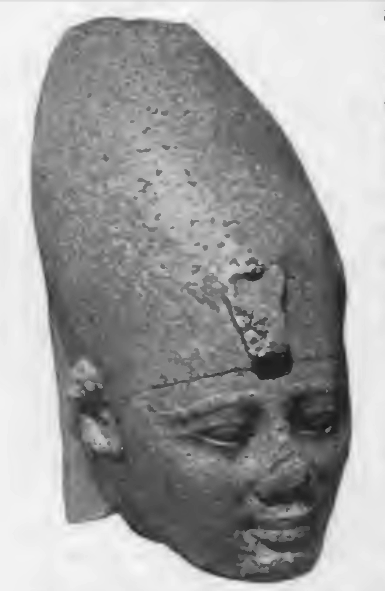
Статуя головы фараона Аменемхет I. Найдена в Танисе. Красный гранит

О широкой строительной деятельности Аменемхета свидетельствуют и надписи в каменоломнях Вади-Хаммамата. Заслуживает внимания[стиль] надпись некоего сановника Интефа, возглавившего экспедицию в эту труднодоступную долину, по приказу Аменемхета. После продолжительных поисков он сумел обнаружить и вырезать из склона горы огромный каменный блок, который, вероятно, предназначался для изготовления царского саркофага. Он с гордостью заявляет:

«Мой господин (фараон) послал меня в Вади-Хаммамат, чтобы вырезать этот прекрасный каменный блок из склона горы. Никогда не было привезено подобное (из этих каменоломен) со времён древности. Не было старателя, который знал его чудо, и никто из искавших не добыл его. Я провёл восемь дней, обыскивая эти холмы, ибо я не знал место, где он (то есть камень надлежащего качества и без изъянов) мог (быть найден). Я пал ниц перед Мином (богом пустыни), Мут (богиней Фив), Великой магией и всеми богами этого нагорья, поднеся им благовония в огне (алтаря). Затем одним ранним утром, когда земля озарилась солнцем, я (снова) отправился на холмы Хаммамат, мои люди следовали за мной и рассредоточились по холмам, осматривая всю пустыню. И тогда нашёл я его, (после чего мои товарищи) устроили праздник, и все восхваляли, радуясь и преклоняя колени, пока я благодарил бога Монту».
Также следует упомянуть[стиль] ещё две надписи из Вади-Хаммамата. В них говорится о менее масштабных экспедициях в каменоломни. Ими руководил некий сановник по имени Иди, которого сопровождал отряд из 200 человек. Один из текстов был вырезан на третий день четвёртого месяца сезона Ахет (Половодья) неизвестного года. Второй текст, в котором не упомянут ни год, ни день, относится к третьему месяцу сезона Ахет. Другими словами они были написаны в октябре и в ноябре. В эти месяцы становится прохладнее, а климат пустынных нагорий наиболее благоприятен. Летняя жара заканчивается, а до зимнего холода ещё далеко.

## Смерть Аменемхета I

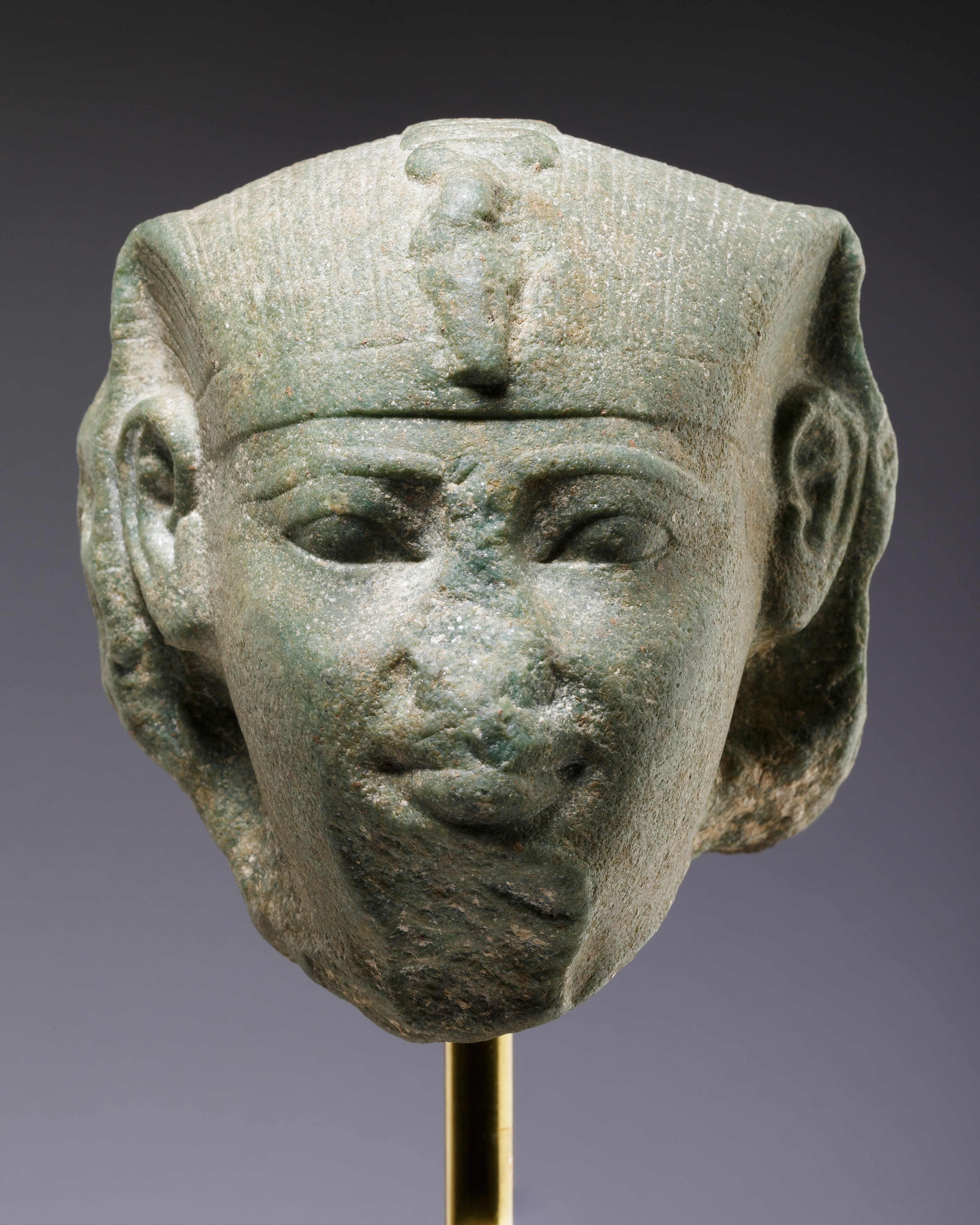
Голова сфинкса, возможно, имеющего портретные черты Аменемхета I. Метрополитен-музей. Нью-Йорк

Причины смерти Аменемхета I до сих пор не известны. И поучение Аменемхета I сыну, и «Сказание о Синухете» дают явные указания на то, что фараон реально опасался убийства и, в конце концов, видимо, стал жертвой заговора. Тем не менее, эта теория принята не всеми египтологами. В «Сказании о Синухете» точно указан год смерти Аменемхета:

«В год тридцатый, в третий месяц сезона Разлива, в день седьмой бог поднялся в свой небесный чертог, царь Верхнего и Нижнего Египта Сехотепибра, он был восхищен на небо и соединился с солнечным диском, божественная плоть слилась с тем, кто её сотворил. Столица безмолвствовала, сердца скорбели, великие двойные врата были заперты, придворные (сидели, склонив) голову на колено, народ стенал».
В царском списке Туринского папируса продолжительность его правления сохранилась не полностью, известна последняя цифра — 9 лет, а количество десятков лет не поддаётся прочтению; срок его нахождения у власти условно принимается равным 29 годам. На основании вышесказанного принято считать, что Аменемхет I правил полных 29 лет и умер или был убит на 30-м году своего правления.
Почти 30-летнее правление Аменемхета стабилизировало обстановку в Египте, не только на время его правления, но и на все 200 лет продолжения Среднего царства, до наступления Второго переходного периода. Аменемхет владел, несомненно[стиль], всем Египтом «от города Абу (Элефантины) до Ату (прибрежные озёра) в Нижней земле».

## Семья
Аменемхету I наследовал его сын Сенусерт I, причём в Сказании Синухета он назван старшим сыном царя. Более того из того же источника известно, что в армии Сенусерта I в его походе на ливийцев присутствовали другие «дети царя», претендующие на престол, но они не названы по именам.
Из других членов царской семьи историкам известны только царица Неферетатенен, супруга Аменемхета I (её имя вырезано на статуэтке, хранившейся в Лувре и украденной в 1830 году), и их дочь Нефрет, которую упоминает Синухет.

## Пирамида Аменемхета I

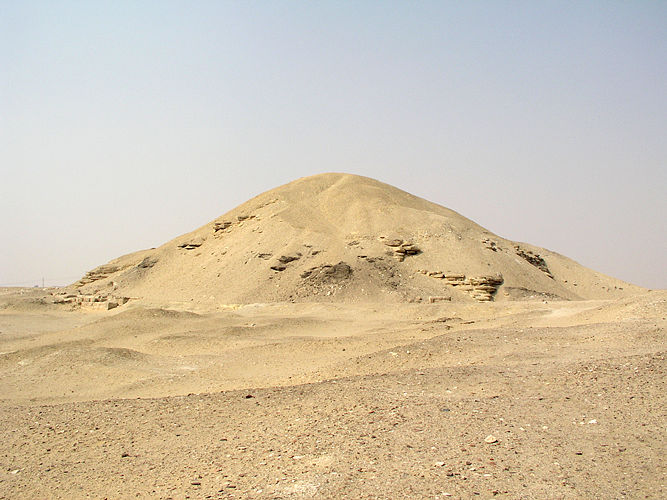
Руины пирамиды Аменемхета I

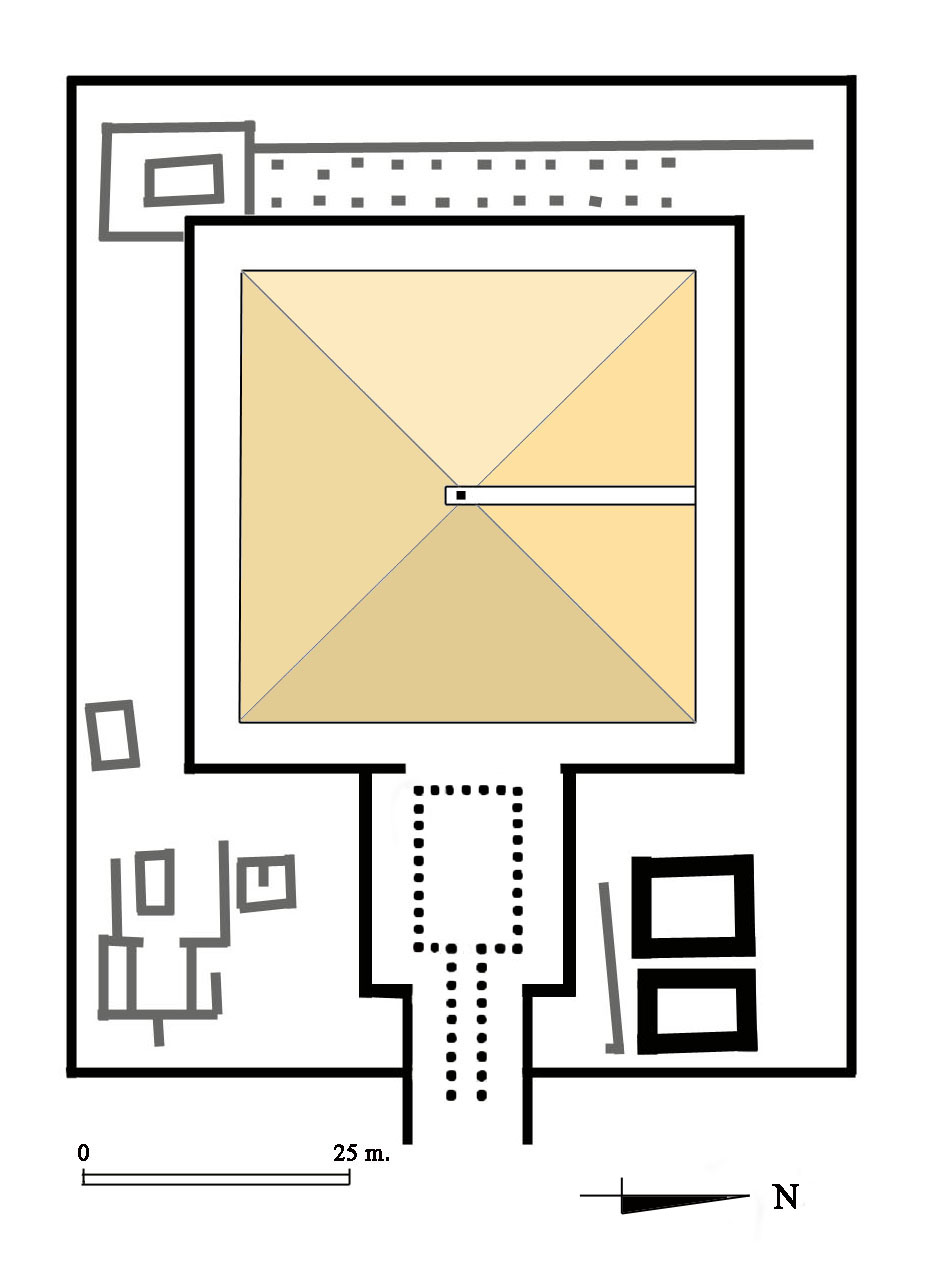
План комплекса пирамиды Аменемхета I

Своим местом захоронения царь не выбрал ни один из традиционных некрополей Древнего царства, а разместил его в Лиште, на входе в Фаюм, недалеко от новой столицы. Пирамида Аменемхета называлась Ка-нофер («Высокая и красивая»). Она упоминается в одной из наскальных надписей, вырезанных на территории расположенных в Асуане каменоломен, где добывали гранит. В другом тексте, обнаруженном там же, содержится имя царя. Данный факт свидетельствует о том, что гранит для строительства пирамиды добывали именно в Асуане. Пирамида было поставлена на выровненной скальной платформе. Первоначально ширина основания постройки составляла 84 м, высота пирамиды была около 58 м. Угол наклона граней равнялся 54°. Что-то более определённое о её размерах сказать невозможно, так как ныне она сильно разрушена и возвышается всего метров на пятнадцать. Пирамида была сложена из небольших неправильной формы камней, укреплённых каменным каркасом из хорошо пригнанных блоков. Изнутри пирамида отделана блоками известняка, большинство из которых позаимствованы с развалин построек Древнего Царства в Гизе и Абусире. Такие же блоки использовали для мощения платформы, окружавшей пирамиду, и для строительства некоторых прилегающих сооружений. От облицовки пирамиды, выполненной из отшлифованного известняка, добытого в Туре, мало что осталось.
Внутреннее устройство пирамиды довольно просто, и этим оно несколько отличается от стандарта Древнего царства. Вход был расположен, традиционно, в центре северной стороны пирамиды, на уровне земли. Внутренний коридор пирамиды был облицован гранитом. Коридор плавно спускался к вестибюлю, расположенному в середине пирамиды, ниже уровня земли. Проход туда был заблокирован огромным гранитным блоком, которые должны были воспрепятствовать ограблению могилы. От центральной палаты вертикальная шахта ведёт к погребальной камере. Погребальная камера пирамиды залита водой, проникшей туда через какую-то подземную трещину из Нила и препятствующей проникновению туда, поэтому она никогда не изучалась. Погребальная камера, вероятно, была ограблена ещё в древности. От древних грабителей осталось пять незаконченных шахт.

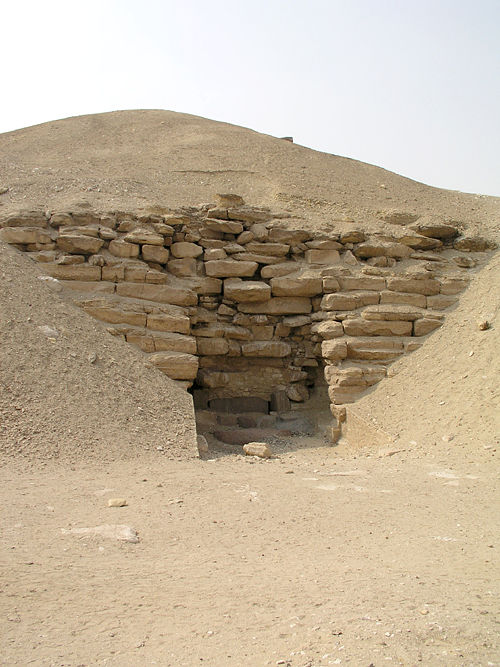
Вход в пирамиду Аменемхета I

Заупокойный храм был расположен с восточной стороны. Можно выделить два этапа создания верхнего заупокойного храма. Вначале он был построен из сырцового кирпича, позднее его фундамент расположили на искусственно созданной платформе и перестроили всю конструкцию, используя на этот раз камень. Тем не менее, этот храм по-прежнему находился ниже уровня пирамиды. Вероятно, терраса поминального комплекса Ментухотепа II в Дейр-эль-Бахри служила ему прототипом. От храма сохранились только склады для утвари, парадная дверь и алтарь из гранита. На алтаре изображено как делегаты египетских областей приносят жертвенные дары. Восходящая дорога из кладки известняковыми блоками, богато разукрашенная рельефами, соединяла его с храмом долины, который не был раскопан, потому что находится ниже уровня грунтовых вод. Рельефы осознанно подражают стилю Древнего царства и почти неотличимы от него. 

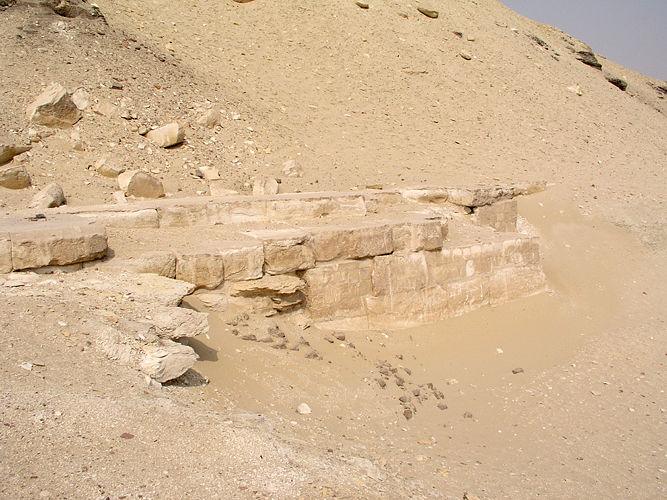
Следы мощения около основания пирамиды

Комплекс окружали две стены: внутренняя была сделана из известняковых блоков и включала пирамиду и заупокойный храм; внешняя была сооружена из глиняных кирпичей. В пределах внешнего кольца располагались несколько мастаб, а также 22 шахтные могилы, принадлежащие членам царской семьи и их окружения, включая мать Аменемхета Нефрет, одну из его жён — мать Сенусерта I Нефертатенен, и его дочь Неферу, которая одновременно была и сестрой и главной женой Сенусерта. Также там были захоронены визирь Аменемхета Антефокер и его казначей Рехуерджерсен. На юго-западном углу пирамиды найдена могила Сенебтиси. Погребение находится в хорошем состоянии, содержит богатые украшения и датируется концом XII династии.
В папирусе из Кахуна упоминается скот, переданный в дар припирамидному храму. Судя по всему, это произошло через несколько лет после смерти царя. Известны имена жрецов служивших в этом храме — Тетиемсуф, упоминается в надписи, найденной в Саккаре, а второго звали Хур, от которого также сохранилась надпись.

## Родословие Аменемхета I
|  |  |        |        |             |             |             |             |                     |                     |                     |                     |                     |                     |              |              |               |               |               |               |                      |                      |                      |                      |                      |                      |            |            |            |            |            |            |            |            |  |  |                |                |                |                |                |                |  |  |  |  |  |  |  |  |
|  |  | Ноферт | Ноферт | Ноферт      | Ноферт      | Ноферт      | Ноферт      |                     |                     | Сенусрет            | Сенусрет            | Сенусрет            | Сенусрет            | Сенусрет     | Сенусрет     |               |               |               |               |                      |                      |                      |                      |                      |                      |            |            |            |            |            |            |            |            |  |  |                |                |                |                |                |                |  |  |  |  |  |  |  |  |
|  |  | Ноферт | Ноферт | Ноферт      | Ноферт      | Ноферт      | Ноферт      |                     |                     | Сенусрет            | Сенусрет            | Сенусрет            | Сенусрет            | Сенусрет     | Сенусрет     |               |               |               |               |                      |                      |                      |                      |                      |                      |            |            |            |            |            |            |            |            |  |  |                |                |                |                |                |                |  |  |  |  |  |  |  |  |
|  |  |        |        |             |             |             |             |                     |                     |                     |                     |                     |                     |              |              |               |               |               |               |                      |                      |                      |                      |                      |                      |            |            |            |            |            |            |            |            |  |  |                |                |                |                |                |                |  |  |  |  |  |  |  |  |
|  |  |        |        | Аменемхет I | Аменемхет I | Аменемхет I | Аменемхет I | Аменемхет I         | Аменемхет I         |                     |                     | Нефертатенен        | Нефертатенен        | Нефертатенен | Нефертатенен | Нефертатенен  | Нефертатенен  |               |               |                      |                      |                      |                      |                      |                      |            |            |            |            |            |            |            |            |  |  |                |                |                |                |                |                |  |  |  |  |  |  |  |  |
|  |  |        |        | Аменемхет I | Аменемхет I | Аменемхет I | Аменемхет I | Аменемхет I         | Аменемхет I         |                     |                     | Нефертатенен        | Нефертатенен        | Нефертатенен | Нефертатенен | Нефертатенен  | Нефертатенен  |               |               |                      |                      |                      |                      |                      |                      |            |            |            |            |            |            |            |            |  |  |                |                |                |                |                |                |  |  |  |  |  |  |  |  |
|  |  |        |        |             |             |             |             |                     |                     |                     |                     |                     |                     |              |              |               |               |               |               |                      |                      |                      |                      |                      |                      |            |            |            |            |            |            |            |            |  |  |                |                |                |                |                |                |  |  |  |  |  |  |  |  |
|  |  |        |        |             |             |             |             |                     |                     |                     |                     |                     |                     |              |              |               |               |               |               |                      |                      |                      |                      |                      |                      |            |            |            |            |            |            |            |            |  |  |                |                |                |                |                |                |  |  |  |  |  |  |  |  |
|  |  |        |        |             |             |             |             | Сенусерт I          | Сенусерт I          | Сенусерт I          | Сенусерт I          | Сенусерт I          | Сенусерт I          |              |              | Неферу III    | Неферу III    | Неферу III    | Неферу III    | Неферу III           | Неферу III           |                      |                      |                      |                      |            |            |            |            |            |            |            |            |  |  |                |                |                |                |                |                |  |  |  |  |  |  |  |  |
|  |  |        |        |             |             |             |             | Сенусерт I          | Сенусерт I          | Сенусерт I          | Сенусерт I          | Сенусерт I          | Сенусерт I          |              |              | Неферу III    | Неферу III    | Неферу III    | Неферу III    | Неферу III           | Неферу III           |                      |                      |                      |                      |            |            |            |            |            |            |            |            |  |  |                |                |                |                |                |                |  |  |  |  |  |  |  |  |
|  |  |        |        |             |             |             |             |                     |                     |                     |                     |                     |                     |              |              |               |               |               |               |                      |                      |                      |                      |                      |                      |            |            |            |            |            |            |            |            |  |  |                |                |                |                |                |                |  |  |  |  |  |  |  |  |
|  |  |        |        |             |             |             |             |                     |                     |                     |                     | Аменемхет II        | Аменемхет II        | Аменемхет II | Аменемхет II | Аменемхет II  | Аменемхет II  |               |               | Сенет                | Сенет                | Сенет                | Сенет                | Сенет                | Сенет                |            |            |            |            |            |            |            |            |  |  |                |                |                |                |                |                |  |  |  |  |  |  |  |  |
|  |  |        |        |             |             |             |             |                     |                     |                     |                     | Аменемхет II        | Аменемхет II        | Аменемхет II | Аменемхет II | Аменемхет II  | Аменемхет II  |               |               | Сенет                | Сенет                | Сенет                | Сенет                | Сенет                | Сенет                |            |            |            |            |            |            |            |            |  |  |                |                |                |                |                |                |  |  |  |  |  |  |  |  |
|  |  |        |        |             |             |             |             |                     |                     |                     |                     |                     |                     |              |              |               |               |               |               |                      |                      |                      |                      |                      |                      |            |            |            |            |            |            |            |            |  |  |                |                |                |                |                |                |  |  |  |  |  |  |  |  |
|  |  |        |        |             |             |             |             | Хенметнеферхеджет I | Хенметнеферхеджет I | Хенметнеферхеджет I | Хенметнеферхеджет I | Хенметнеферхеджет I | Хенметнеферхеджет I |              |              | Сенусерт II   | Сенусерт II   | Сенусерт II   | Сенусерт II   | Сенусерт II          | Сенусерт II          |                      |                      | Неферет II           | Неферет II           | Неферет II | Неферет II | Неферет II | Неферет II |            |            |            |            |  |  |                |                |                |                |                |                |  |  |  |  |  |  |  |  |
|  |  |        |        |             |             |             |             | Хенметнеферхеджет I | Хенметнеферхеджет I | Хенметнеферхеджет I | Хенметнеферхеджет I | Хенметнеферхеджет I | Хенметнеферхеджет I |              |              | Сенусерт II   | Сенусерт II   | Сенусерт II   | Сенусерт II   | Сенусерт II          | Сенусерт II          |                      |                      | Неферет II           | Неферет II           | Неферет II | Неферет II | Неферет II | Неферет II |            |            |            |            |  |  |                |                |                |                |                |                |  |  |  |  |  |  |  |  |
|  |  |        |        |             |             |             |             |                     |                     |                     |                     |                     |                     |              |              |               |               |               |               |                      |                      |                      |                      |                      |                      |            |            |            |            |            |            |            |            |  |  |                |                |                |                |                |                |  |  |  |  |  |  |  |  |
|  |  |        |        | Нофретхенут | Нофретхенут | Нофретхенут | Нофретхенут | Нофретхенут         | Нофретхенут         |                     |                     | Сенусерт III        | Сенусерт III        | Сенусерт III | Сенусерт III | Сенусерт III  | Сенусерт III  |               |               | Хенметнеферхеджет II | Хенметнеферхеджет II | Хенметнеферхеджет II | Хенметнеферхеджет II | Хенметнеферхеджет II | Хенметнеферхеджет II |            |            | Меретсехер | Меретсехер | Меретсехер | Меретсехер | Меретсехер | Меретсехер |  |  | Ситхатхориунет | Ситхатхориунет | Ситхатхориунет | Ситхатхориунет | Ситхатхориунет | Ситхатхориунет |  |  |  |  |  |  |  |  |
|  |  |        |        | Нофретхенут | Нофретхенут | Нофретхенут | Нофретхенут | Нофретхенут         | Нофретхенут         |                     |                     | Сенусерт III        | Сенусерт III        | Сенусерт III | Сенусерт III | Сенусерт III  | Сенусерт III  |               |               | Хенметнеферхеджет II | Хенметнеферхеджет II | Хенметнеферхеджет II | Хенметнеферхеджет II | Хенметнеферхеджет II | Хенметнеферхеджет II |            |            | Меретсехер | Меретсехер | Меретсехер | Меретсехер | Меретсехер | Меретсехер |  |  | Ситхатхориунет | Ситхатхориунет | Ситхатхориунет | Ситхатхориунет | Ситхатхориунет | Ситхатхориунет |  |  |  |  |  |  |  |  |
|  |  |        |        |             |             |             |             |                     |                     |                     |                     |                     |                     |              |              |               |               |               |               |                      |                      |                      |                      |                      |                      |            |            |            |            |            |            |            |            |  |  |                |                |                |                |                |                |  |  |  |  |  |  |  |  |
|  |  |        |        |             |             |             |             | Аат                 | Аат                 | Аат                 | Аат                 | Аат                 | Аат                 |              |              | Аменемхет III | Аменемхет III | Аменемхет III | Аменемхет III | Аменемхет III        | Аменемхет III        |                      |                      | Нетепти              | Нетепти              | Нетепти    | Нетепти    | Нетепти    | Нетепти    |            |            |            |            |  |  |                |                |                |                |                |                |  |  |  |  |  |  |  |  |
|  |  |        |        |             |             |             |             | Аат                 | Аат                 | Аат                 | Аат                 | Аат                 | Аат                 |              |              | Аменемхет III | Аменемхет III | Аменемхет III | Аменемхет III | Аменемхет III        | Аменемхет III        |                      |                      | Нетепти              | Нетепти              | Нетепти    | Нетепти    | Нетепти    | Нетепти    |            |            |            |            |  |  |                |                |                |                |                |                |  |  |  |  |  |  |  |  |
|  |  |        |        |             |             |             |             |                     |                     |                     |                     |                     |                     |              |              |               |               |               |               |                      |                      |                      |                      |                      |                      |            |            |            |            |            |            |            |            |  |  |                |                |                |                |                |                |  |  |  |  |  |  |  |  |
|  |  |        |        |             |             |             |             |                     |                     |                     |                     |                     |                     |              |              |               |               |               |               |                      |                      |                      |                      |                      |                      |            |            |            |            |            |            |            |            |  |  |                |                |                |                |                |                |  |  |  |  |  |  |  |  |
|  |  |        |        |             |             |             |             |                     |                     |                     |                     |                     |                     |              |              | Аменемхет IV  | Аменемхет IV  | Аменемхет IV  | Аменемхет IV  | Аменемхет IV         | Аменемхет IV         |                      |                      | Нефрусебек           | Нефрусебек           | Нефрусебек | Нефрусебек | Нефрусебек | Нефрусебек |            |            |            |            |  |  |                |                |                |                |                |                |  |  |  |  |  |  |  |  |

| XII династия                  |                                                                       |                      |
| Предшественник: Ментухотеп IV | фараон Египта ок. 1991 — 1962 до н. э. (правил приблизительно 29 лет) | Преемник: Сенусерт I |